# Francia Márquez
Francia Elena Márquez Mina, née le 1er décembre 1981 à Suárez (Cauca), est une femme d'État colombienne. Militante des droits humains et de l'environnement, elle est vice-présidente de la République depuis le 7 août 2022.
Issue d'une communauté afro-colombienne pauvre, elle travaille dès son adolescence comme femme de ménage tout en militant contre des projets jugés néfastes pour l'environnement. Elle mène en 2014 la « Marche des Turbans », sur 350 kilomètres, au cours de laquelle 80 femmes expriment leur opposition à une exploitation minière à La Toma. Elle reçoit le prix Goldman pour l'environnement en 2018.
Devenue avocate, elle fonde le mouvement progressiste et écologiste Soy porque somos, Son engagement politique lui vaut de nombreuses menaces de mort et plusieurs tentatives d'assassinat de groupes paramilitaires.
Elle est élue en juin 2022 vice-présidente de la république de Colombie en tant que colistière de Gustavo Petro qui est élu président. Elle devient également ministre de l'Égalité et de l'Équité dans le gouvernement Petro à partir de juin 2023.

## Biographie
Francia Elena Márquez Mina est née le 1er décembre 1981 à Suárez, au sein d'une communauté afro-colombienne, installée dans les montagnes du département du Cauca depuis l’époque de l’esclavage,. Ses ancêtres ont été déportés d'Afrique au XVIIe siècle pour travailler comme esclaves dans les colonies espagnoles. Elle grandit seule avec sa mère. Dans son village de La Toma, les habitants n’ont pas accès à l’eau potable et les jeunes n’ont que peu de chances d’accéder aux étude[Quoi ?] supérieures.
Mère célibataire à l'âge de 16 ans, elle doit interrompre ses études et travailler comme employée de maison.

### Engagement local et activisme
Originaire du Cauca, une région marquée par la guerre civile et en proie au trafic de drogue et à l’accaparement des ressources, Francia Marquez (en espagnol : Francia Márquez) participe depuis ses treize ans à des luttes pour les droits des populations marginalisées. Elle se bat ainsi contre les multinationales qui exploitent les alentours de la rivière Ovejas, expulsant parfois des lieux les populations locales.
En 2009, elle s'engage au Conseil communautaire de La Toma, à Suárez, pour lutter contre l'exploitation des mines alentour sans l'autorisation des habitants, tout en commençant à étudier le droit pour acquérir des compétences juridiques mises à profit dans ce conflit. Entre 2010 et 2013, elle préside l'association des femmes de Yolombo, en espagnol : Yolombó (Asociación de Mujeres Afrodescendientes de Yolombó).
En 2013, elle se réfugie dans la ville de Cali avec ses deux enfants à la suite de menaces de mort. Elle est nommée représentante légale du Conseil communautaire des communautés afro-descendantes de La Toma à partir du 12 décembre 2016. Elle participe également aux assemblées permanentes déclarées par la communauté afro-descendante du Cauca, laquelle a exigé de l'INCODER (Instituto Colombiano de Desarrollo Rural, actuellement l'Agence nationale du territoire en Colombie) qu'elle protège les territoires ancestraux des communautés noires et de garantir des accès à la terre.
En 2014, elle entreprend des études de droit à Cali. Elle participe au forum interethnique et interculturel dans le nord du département du Cauca, forum lors duquel il est demandé au gouvernement d'arrêter les extractions minières illégales et d'octroyer des titres miniers sans consultation préalable sur des territoires ethniques . L'idée est ainsi de réaliser des actions qui permettraient d'identifier de possibles actes de corruption institutionnelle face aux extractions minières illégales qui contaminent le territoire et également de prendre en considération les nombreux accidents de personnes restées coincées sous la terre, dans les tunnels des mines.
Márquez mène la « marche des turbans » en 2014 : elle entreprend avec 80 femmes une marche depuis le Cauca[Lequel ?] (le fleuve ou le département?) jusqu'à Bogota, soit environ 500 km, entre le 17 novembre et le 11 décembre. Sur place, le groupe milite encore pendant près de vingt jours devant le ministère de l'Intérieur. Le but de cette mobilisation est de visibiliser les impacts que génère l'extraction minière illégale dans le département du Cauca, dont l'utilisation abondante du mercure a pour conséquence de contaminer l'eau et de détruire la biodiversité, et d'exiger du gouvernement de réaliser les actions nécessaires pour protéger le territoire et les habitants noirs de peau, ainsi que lutter contre les menaces et déplacements forcées que subissent ceux qui dénoncent ces activités.
Pendant les négociations de paix entre le gouvernement colombien et la guérilla des FARC, elle fait partie d’une des délégations des victimes du conflit et participe à la rédaction de l’accord de paix, notamment sur le chapitre ethnique inclus dans les centaines de pages de l’accord. Elle déclare qu'« on ne peut parler de paix lorsqu’il y a encore des victimes et sans stratégie pour préserver l’environnement ». En 2016, elle participe au Sommet national agraire et populaire pour mettre en avant le vécu des victimes. En avril, elle voyage en Suisse pour dialoguer à propos des défis du processus des négociations de la paix en Colombie et des droits des peuples locaux afro-colombiens et indigènes.

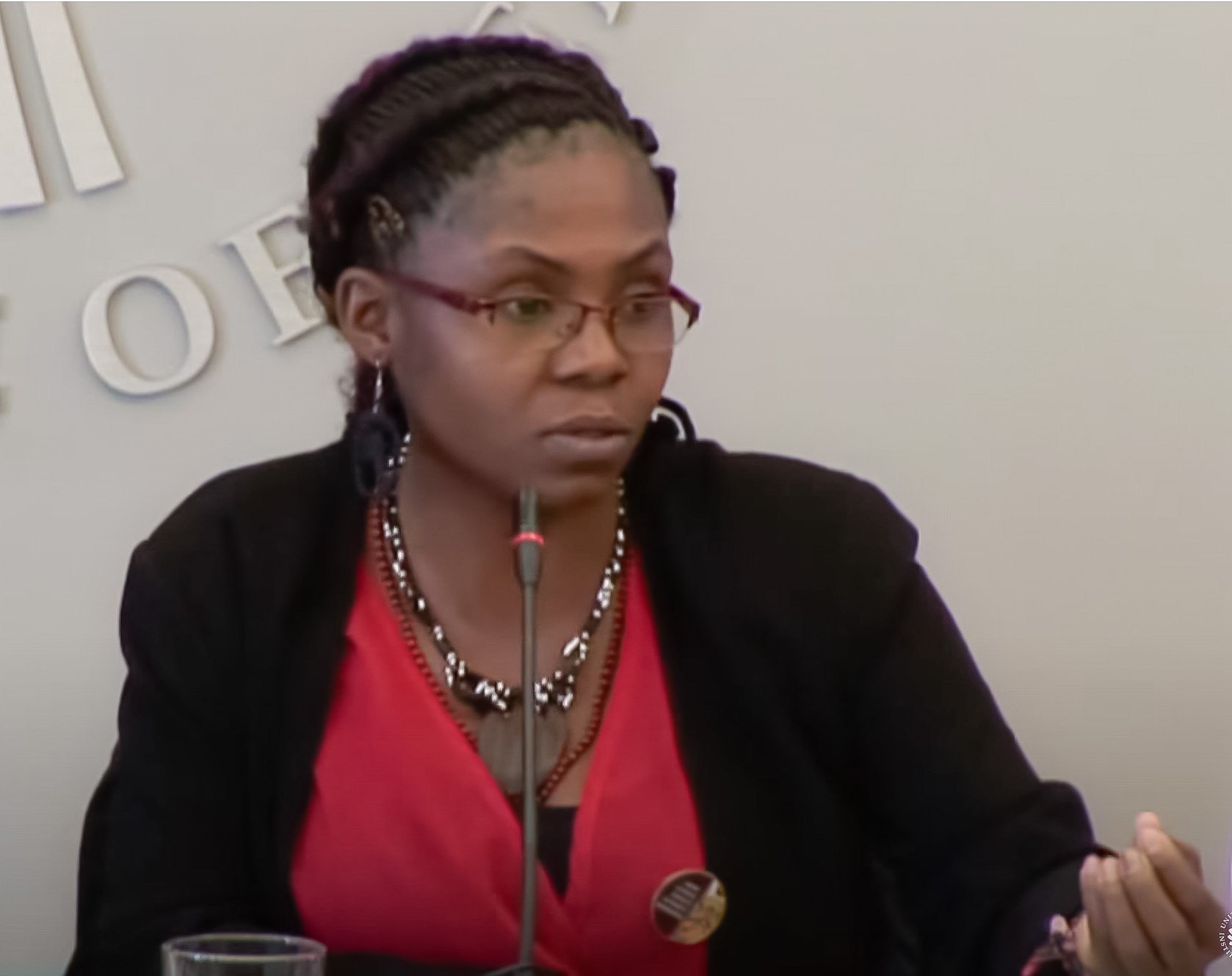
Francia Marquez en 2016.

En 2015, elle participe à une assemblée permanente pour l'association des Conseils communautaires du nord du Cauca. Face aux menaces de mort qu'elle continue à recevoir, Francia Marquez exige alors de voir les accords préalablement passés se mettre concrètement en place entre le gouvernement et les populations locales afro-colombiennes et indigènes. Elle reçoit le prix national de défense des droits de l’homme de la part de l'organisation suédoise Diakonia[réf. nécessaire].
En 2017, elle ouvre à Cali un restaurant avec son fils et une cousine. En mai 2017, elle voyage à Paris pour le 11e Forum CIRGL-OCDE-Groupe d’experts des Nations unies sur les chaînes d’approvisionnement en minerais responsables.
En 2018, elle se présente au Congrès colombien pour le Conseil communautaire du fleuve Yurumangui, en collaboration avec le candidat à la présidence Gustavo Petro. Elle est récipiendaire du prix Goldman pour l'environnement en 2018.
En 2021, elle écrit une lettre ouverte à la vice-présidente des Etats-Unis, Kamala Harris, pour y dénoncer la violence et les atteintes multiples aux droits de l'homme dont sont victimes les Afros-colombiens et les autochtones colombiens.

### Tentative d'assassinat en 2019
Le 4 mai 2019, avec deux autres activistes, Francia Márquez est victime d'un attentat perpétré à l'arme à feu et à la grenade, dans le département du Cauca. Deux gardes du corps ont été blessés.

### Élection présidentielle de 2022
Francia Márquez est candidate à la vice-présidence du Pacte historique, aux côtés de Gustavo Petro, pour l'élection présidentielle colombienne de 2022. Dans un pays historiquement gouverné par les conservateurs, elle contribue à imposer dans la campagne électorale des thèmes jusqu'ici absents du débat, comme le racisme et les inégalités sociales. Elle est particulièrement visée par des commentaires et messages racistes pendant la campagne selon l’Observatoire de la discrimination raciale de l’université des Andes. Ils remportent 40 % des voix au premier tour du scrutin et plus de 50 % au second. Le programme et le projet de campagne prévoient de lui attribuer le ministère de l'égalité pour les droits à l'égalité des femmes, de toute diversité sexuelle et de genre et des peuples exclus.
En 2024, sort le documentaire Igualada, réalisé par Juan Mejía Botero, qui retrace le parcours de Francia Márquez, depuis ses débuts comme militante jusqu'à son élection comme vice-présidente.

### Vice-présidente de la république de Colombie et ministre
Francia Márquez est investie vice-présidente de la république de Colombie le 7 août 2022 aux côtés du nouveau président Gustavo Petro, succédant à Marta Lucía Ramírez et devenant la première personne afro-colombienne à exercer cette fonction.
Le 12 décembre 2022, le Congrès adopte la création du nouveau ministère de l'Égalité et de l'Équité, promis à Francia Márquez par Gustavo Petro. Le ministère est créé le 29 juin 2023, la vice-présidente prenant également ses nouvelles fonctions ministérielles le lendemain 1er juillet.
Elle échappe à une nouvelle tentative d'assassinat en janvier 2023. Une charge explosive, retrouvée à temps par les policiers chargés de sa sécurité, avait été dissimulée sur la route menant à son domicile.
Depuis son entrée en fonction, Francia Márquez a également été la cible de multiples attaques racistes,,. Plus encore que le président Petro, elle cristallise les critiques de la droite. Son voyage officiel en Afrique, en mai 2023, suscite une large controverse.